# Finala Cupei Orașelor Târguri 1958
Finala Cupei Orașelor Târguri 1955-58 a fost prima finală a Cupei Orașelor Târguri, jucată între London XI și FC Barcelona. În primul tur meciul s-a terminat egal, 2 — 2, iar în turul doi FC Barcelona a câștigat cu 6 — 0 și a câștigat trofeul.

## Detalii meci

### Primul tur
| London XI                      | 2 – 2 | CF Barcelona           |
| ------------------------------ | ----- | ---------------------- |
| Greaves 10' Langley 88' (pen.) |       | Martínez 7' Tejada 35' |

| LONDON XI: |   |                    |
|            |   |                    |
| GK         | 1 | Jack Kelsey        |
|            | ' | Peter Sillett      |
|            | ' | Jim Langley        |
|            | ' | Danny Blanchflower |
|            | ' | Maurice Norman     |
|            | ' | Ken Coote          |
|            | ' | Vic Groves         |
|            | ' | Jimmy Greaves      |
|            | ' | Bobby Smith        |
|            | ' | Johnny Haynes      |
|            | ' | George Robb        |
| Antrenor:  |   |                    |
| Joe Mears  |   |                    |

| CF BARCELONA:    |   |                   |
|                  |   |                   |
| GK               | 1 | Pedro Estrems     |
|                  | ' | Ferran Olivella   |
|                  | ' | Joan Segarra      |
|                  | ' | Martí Vergés      |
|                  | ' | Enric Gensana     |
|                  | ' | Enrique Ribelles  |
|                  | ' | Estanislao Basora |
|                  | ' | Evaristo          |
|                  | ' | Eulogio Martínez  |
|                  | ' | Ramón Villaverde  |
|                  | ' | Justo Tejada      |
| Antrenor:        |   |                   |
| Domènec Balmanya |   |                   |

### Turul doi
| CF Barcelona                                          | 6 – 0 | London XI |
| ----------------------------------------------------- | ----- | --------- |
| Suárez 6' 8' Martínez 42' Evaristo 52' 75' Vergés 63' |       |           |

| CF BARCELONA:   |   |                   |
|                 |   |                   |
| GK              | 1 | Antoni Ramallets  |
|                 | ' | Ferran Olivella   |
|                 | ' | Joan Segarra      |
|                 | ' | Martí Vergés      |
|                 | ' | Joaquin Brugue    |
|                 | ' | Enric Gensana     |
|                 | ' | Justo Tejada      |
|                 | ' | Evaristo          |
|                 | ' | Eulogio Martínez  |
|                 | ' | Luis Suárez       |
|                 | ' | Estanislao Basora |
| Antrenor:       |   |                   |
| Helenio Herrera |   |                   |

| LONDON XI:  |   |                    |
|             |   |                    |
| GK          | 1 | Jack Kelsey        |
|             | ' | George Wright      |
|             | ' | Noel Cantwell      |
|             | ' | Danny Blanchflower |
|             | ' | Kenneth Brown      |
|             | ' | Dave Bowen         |
|             | ' | Terry Medwin       |
|             | ' | Vic Groves         |
|             | ' | Bobby Smith        |
|             | ' | Jimmy Bloomfield   |
|             | ' | Jim Lewis          |
| Antrenor:   |   |                    |
| Billy Milne |   |                    |

FC Barcelona a câștigat cu 8-2 la general